# Андрес Метспалу
Андрес Метспалу (ест. Andres Metspalu; 11 травня 1951, Ляяне-Вірумаа) — естонський генетик, член Академії наук Естонії.

## Біографія
Метспалу народився 11 березня 1951 в повіті Ляяне-Віру. В 1969 році він закінчив вищу школу в Ракке. В 1976 році він закінчив медичний факультет Тартуського університету за спеціальністю лікар. В 1979 році він отримав звання кандидата наук з молекулярної біології в Інституті молекулярної генетики Національної академії наук України в Києві. Його робота була присвячена структурі та функціям рибосом еукаріотів.
З 1976 до 1980 Метспалу працював молодшим науковим співробітником лабораторії молекулярної біологої у Тартуському університеті. З 1981 до 1982 року він був членом IREX в Колумбійському університеті. Він повернувся до лабораторії молекулярної біології на посаду молодшого наукового співробітника, а з 1985 до 1992 року був керівником лабораторії виділення генів у Тартуському університеті. З 1986 до 1992 року, він був головою відділу досліджень естонського біоцентру. Впродовж цього періоду він також відвідував Інститут молекулярної генетики Макса Планка, Тамперський та Габурзький університети.
1992 року Метспалу був призначений до ради з питань біотехнологій Тартуського університету та головою лабораторії генних технологій естонського біоцентру. В 1993 році він провів три місяці в Інституті експериментальної імунології імені Х. Петте Гамбурзького університету, а з 1993 до 1994 він був запрошеним професором молекулярної та людської генетики разом з К. Томасом Каскі на медичному факультеті коледжу Бейлор. З 1996 до 1997 року він знову працював головою центру молекулярної діагностики клініки Тартуського університету. В 1999 році він став засновником та головою компанії Аспер Біотех у Тарту. Впродовж цього періоду він відвідував Міжнародну агенцію з дослідження раку (1999-2000) та став засновником та головним науковим інспектором у EGeen International Inc., Фостер-Сіті, Каліфорнія, 2002-2004. З 2007 року він працював директором Естонського центру геному у Тартуському університеті.